# Botaniste
Un botaniste est un scientifique, professionnel ou amateur, qui étudie la botanique ou science des végétaux, sur le terrain (in situ), en laboratoire (ex situ) ou  dans des jardins botaniques. Un botaniste va collecter des données sur les plantes, les identifier, comprendre leur reproduction, leur croissance et leurs propriétés médicinales. Les botanistes travaillent souvent en collaboration avec d'autres scientifiques pour comprendre comment les plantes interagissent avec leur environnement et comment elles sont affectées par les changements climatiques. 
L'objet de cette profession est notamment : 
- la botanique appliquée à l'agriculture, l'horticulture, la foresterie ;
- la protection de la nature ;
- la protection des cultures, en particulier la malherbologie ;
- l'amélioration des plantes : la variabilité des espèces ;
- le pastoralisme.

Il existe un réseau de botanistes francophones, Tela Botanica, créé en 2009, qui comptait environ 28 000 inscrits à la fin de 2016, et qui compte en août 2021 plus de 56 000 inscrits.

## Catégories connexes
- Botaniste par nationalité
- Botaniste par spécialité

### Listes connexes
- Liste de botanistes
- Liste des abréviations d'auteur en taxinomie végétale